# Castro dos cavaleiros pessoais

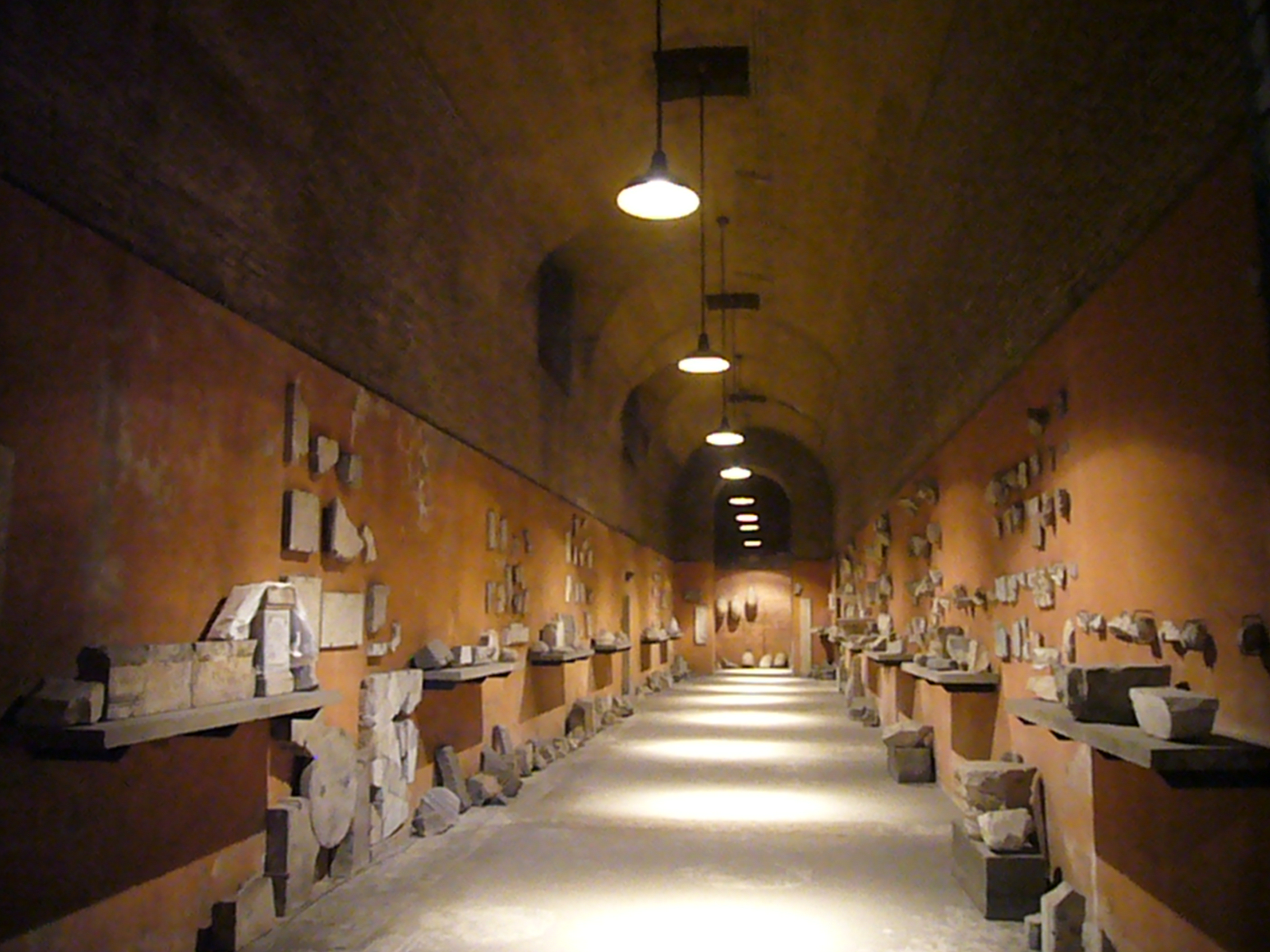
Parque arqueológico do castro

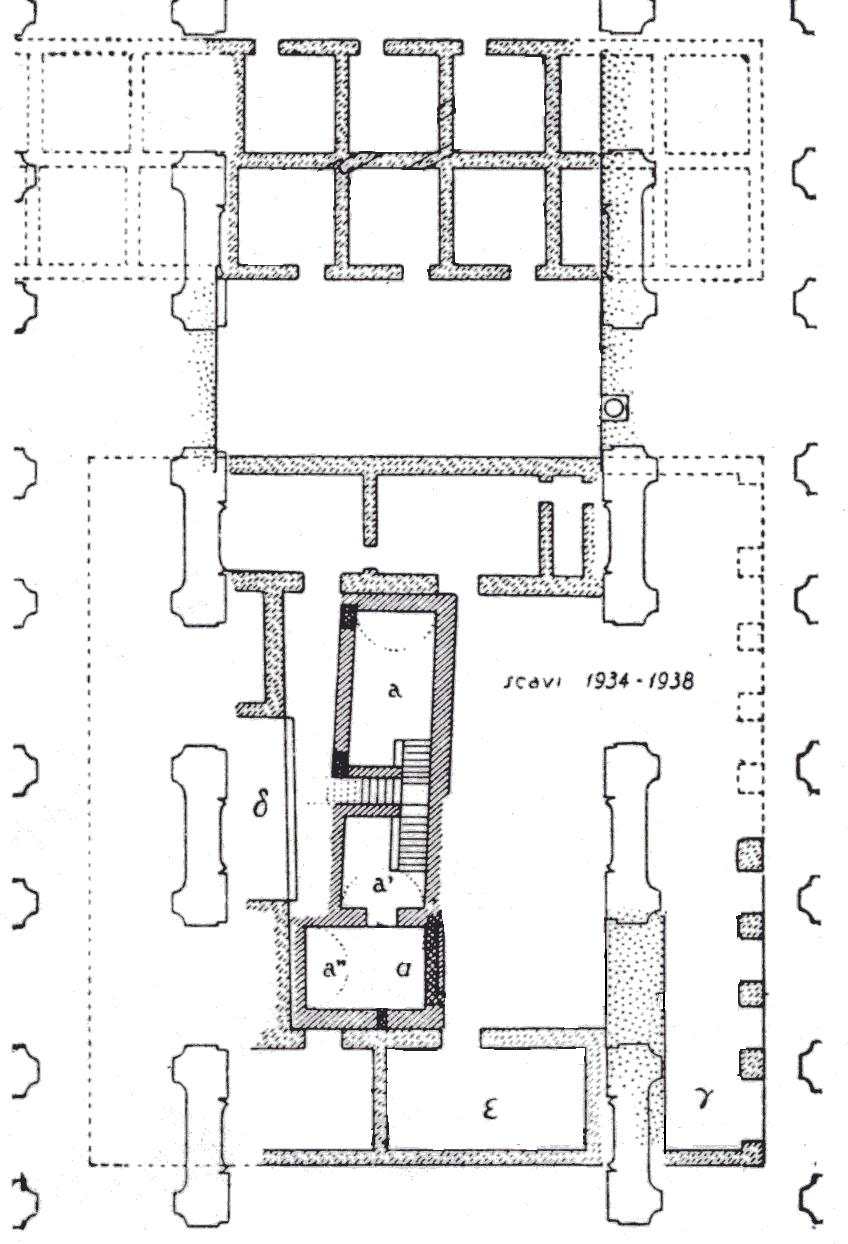
Plano dos restos arqueológicos do forte segundo Colini

Castro dos cavaleiros pessoais (em latim: Castra equitum singularium) foi um antigo forte romano (castro) em Roma que abrigou a porção montada (cavalaria pessoal) da guarda pessoal do imperador (guarda pretoriana). O sítio do forte atualmente localiza-se abaixo da Arquibasílica de São João de Latrão. O castro dos cavaleiros pessoais consistiu em dois edifícios, provavelmente adjacentes, um mais antigo (Castra Priora), construído sob Trajano (r. 98–117) ou Adriano (r. 117–138), e um mais recente (Castra Nova), construído sob Sétimo Severo (r. 193–211).

## História
O castro dos cavaleiros pessoais consistia em dois edifícios, provavelmente adjacentes ou partes de uma mesma estrutura. Alguns restos desse forte foram encontrados em 1885 na Via Tasso, logo a noroeste da Escada Santa, consistindo principalmente do muro de uma grande quadra retangular, na qual estava nichos na frente dos quais havia pedestais inscritos. Estas inscrições e outras encontradas nas imediações fazem menção a um castro antigo (castra priora) e um novo (castra nova), este último também chamado "Novo Castro Severano" (castra nova Severiana). Mais adiante, em 1913, descobriu-se alguns outros fragmentos pertencentes aos muros do castro na frente da Arquibasílica de São João de Latrão.
Com base nestes achados, especulava-se que o sítio do forte estaria abaixo da Arquibasílica de São João, mas sua identificação precisa teria ocorrido apenas após as escavações lideradas por Enrico Josi entre 1934 e 1938. Josi obteve permissão para explorar a área da nave da basílica antes da construção de um novo chão reforçado de concreto. Dentro de dias tornou-se claro que os restos existiam em boas condições logo abaixo do nível térreo e que as escavações foram capazes de descobrir uma grande porção do princípio. As escavações completas foram então publicadas por Colini. Um grande edifício de armazenamento de dois andares e dois quarteis também foram descobertos. Com a conclusão da investigação, os restos foram preservados abaixo da arquibasílica (junto com restos de uma catedral constantiniana e um residência neroniana) em um grande parque arqueológico subterrâneo.
O quartel mais antigo provavelmente fora construído no século II, durante o reinado de Trajano (r. 98–117) ou Adriano (r. 117–138). O segundo, datado entre 193-197, fora construído sob ordens de Sétimo Severo (r. 193–211). Esse forte novo foi necessário à época devido a reorganização sofrida pela cavalaria pessoal do imperador, que teve seu efetivo expandido de 1 000 para 2 000 cavaleiros. O complexo permaneceu em uso até o reinado de Constantino, o Grande (r. 306–337), quando foi destruído sob ordens imperiais após a batalha da Ponte Mílvia (312).

## Inscrições dos curadores

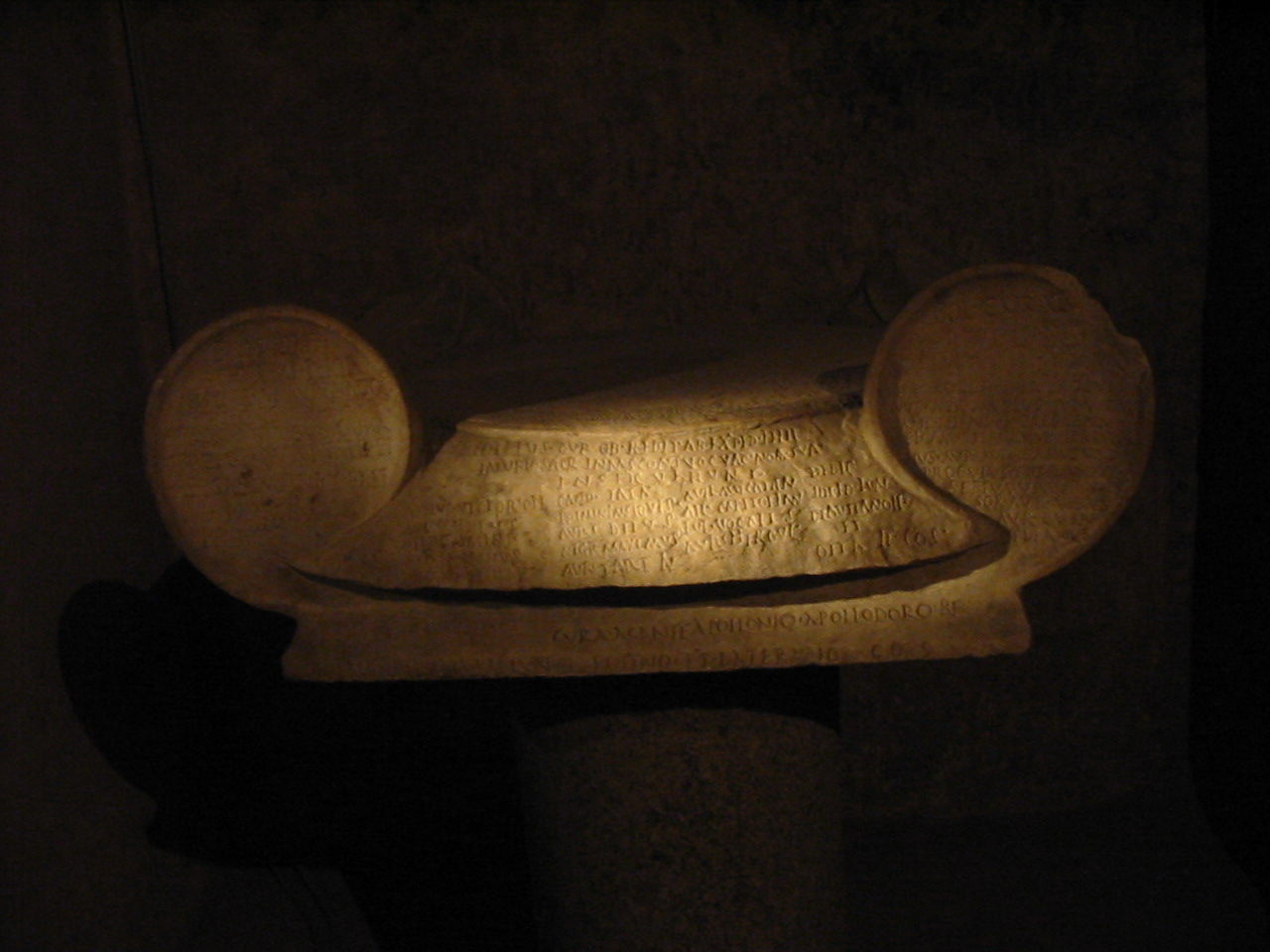
Capitel jônico com duas inscrições dos curadores

Em 13 de agosto de 1934, um capitel jônico foi descoberto dentro de uma das salas-sede (sala “ε” do plano de Colini), abaixo de uma pequena coluna de granito que ainda estava no lugar. Sob o capitel duas inscrições tinham sido gravadas em nome de uma associação de curadores, soldados que atuavam como cavalariços dos cavalos da guarnição. A primeira foi dedicada em 1 de janeiro de 197, no consulado de Cúspio Rufino e Tito Sêxtio Mágio Laterano. A inscrição registra a dedicação da Escola dos Curadores para Minerva Augusta.
A segunda inscrição, dedicada em 203, relata o retorno da guarda montada para Roma após escoltar a família imperial. Talvez faça referência a série de eventos que teriam transcorrido deste 197, quando da partida de Severo em direção ao Império Parta, embora seja plausível supor que a guarda montada poderia ter retornado mais de uma vez para a capital, como outras inscrições atestam.[a]